# Аланиа, Константин Мерабиевич
Константин (Константине) Мерабиевич Аланиа (Алания) (2 октября 1990, Грузинская ССР) — украинский футболист, полузащитник.

## Биография
Воспитанник киевской ДЮСШ № 15. На взрослом уровне в начале карьеры выступал в любительских соревнованиях на Украине, в том числе за команду «Рубин» (Песковка).
В 2014 году перешёл в эстонский клуб «Локомотив» (Йыхви), вместе с ним к команде присоединились грузинские легионеры Лаша Навериани и Малхаз Гарсеванишвили. В высшей лиге Эстонии дебютировал 13 мая 2014 года в матче против «Таммеки», а первый гол забил 25 июля 2014 года, также в ворота «Таммеки». Всего за сезон сыграл 21 матч и забил 2 гола в чемпионате Эстонии, а его команда заняла последнее место и вылетела из высшей лиги. Также в ходе сезона футболист выступал за клуб третьего дивизиона «Ярве» (Кохтла-Ярве), являвшийся фарм-клубом «Локомотива».
В 2015 году числился в составе клуба первой лиги Эстонии «Ирбис» (Кивиыли), за который провёл один матч, а большую часть сезона выступал за «Ярве», где сыграл 32 матча и забил 3 гола.
По окончании сезона вернулся на Украину, выступал в неофициальных любительских соревнованиях в Киеве.